# Sadhguru
Szadaguru Dzsaggi Vászudéva (tamil: சத்கரரர ஜக்கி வாசவாசதேவ் ; hindi: सदगुरु जग्गी वासुदेव) (1957. szeptember 3.), ismertebb, magyarban is használatos nevén Sadhguru, indiai jógi, misztikus, guru, bestseller író  és spirituális tanító. Részt vesz társadalmi és környezetvédelmi kezdeményezésekben is. Az „Isha Alapítvány” nevű nonprofit szervezet alapítója, amely jógaprogramokat kínál szerte a világon.

## Neve
A nyugati nyelvekben és a magyarba is átvett Sadhguru egy adományozott, megtisztelő név. A szanszkrit szó (सद्गुरु) jelentése: "igazi guru".

## Élete
Jómódú dél-indiai családban született. Az apja munkájának jellege miatt a családja gyakran költözött. Ő beleszeretett az utazásokba, a kalandokba. Gyerekként lenyűgözte a természet, és gyakran menekült az otthonához közeli vadonba.
Beiratkozott a Mysore-i Egyetemre, ahol angol szakból diplomát szerzett. Főiskolai évei alatt érdeklődni kezdett a motorok iránt, és motorjával beutazta India különböző részeit. Az egyetem elvégzése után sikeres üzletember lett. Elindított egy baromfitelepet és belefogott egy építőipari vállalkozásba is.
Egy 25 éves korában szerzett spirituális élmény arra késztette, hogy újragondolja élete célját. 
A spirituális élmény után arra kérte barátját, hogy vegye át a vállalkozását, ő pedig kiterjedt utazásra indult, hogy mélyebb betekintést nyerjen misztikus élményébe. Azt érezte, hogy jógát kell tanítania.
1983-ban kezdett jógaórákat vezetni Mysore-ban; majd máshol is Karnátakában és Hyderabadban. A foglalkozásokért nem kért pénzt, a kiadásait a baromfitelepén befolyt bevételből fedezte.
1992-ben megalapította az „Isha Alapítvány”-t, egy nonprofit spirituális szervezetet, amely „Isha Yoga” néven jógaprogramokat kínált. Az Alapítvány később már Indián kívül is kínált jógaprogramokat, olyan országokban, mint az Egyesült Államok, az Egyesült Királyság, Libanon, Szingapúr, Kanada, Malajzia, Uganda, Kína, Nepál és Ausztrália.
2022-ben Londonból Európán át egy 100 napos, 30 ezer kilométeres motoros utazásba kezdett a "Save the soil" környezetvédelmi program keretében.

### Magánélete

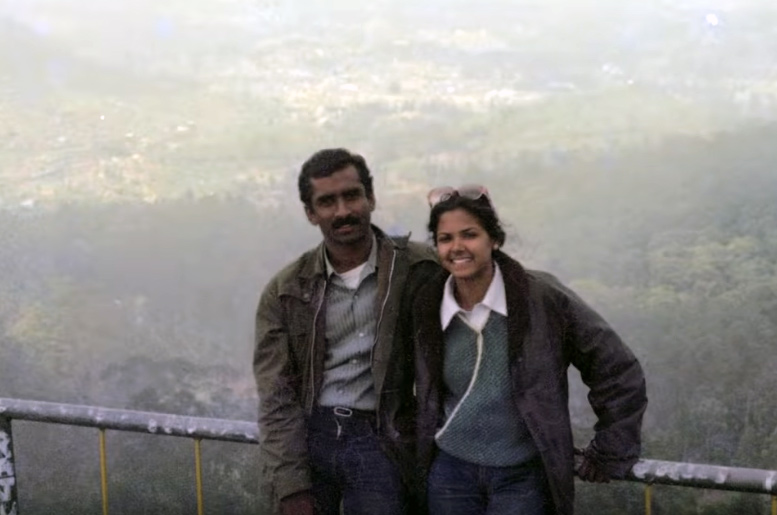
Fiatalon, a feleségével

1984-ben nősült; egy lánya született (Radhe). Felesége 1997-ben elhunyt.
Lánya Bháratanátjam-táncos  lett. (→ indiai tánc)

## Művei

### Magyarul
- Inner Engineering – A belső átalakulás – Egy jógi útmutatója az örömhöz; ford. Pete-Pikó Erzsébet; Ursus Libris, Bp., 2019 ISBN 9786155786211
- Karma – Egy jógi útmutatója sorsod alakításához; ford. Kós Judit; Ursus Libris, 2021 ISBN 9786155786389